# Daigaku wa Deta keredo
Daigaku wa Deta keredo (大学は出たけれど, M'he diplomat, però...) és una pel·lícula muda japonesa de 1929 dirigida per Yasujirō Ozu. La pel·lícula ara s'ha perdut, tret d'un fragment d'aproximadament 10 minuts.

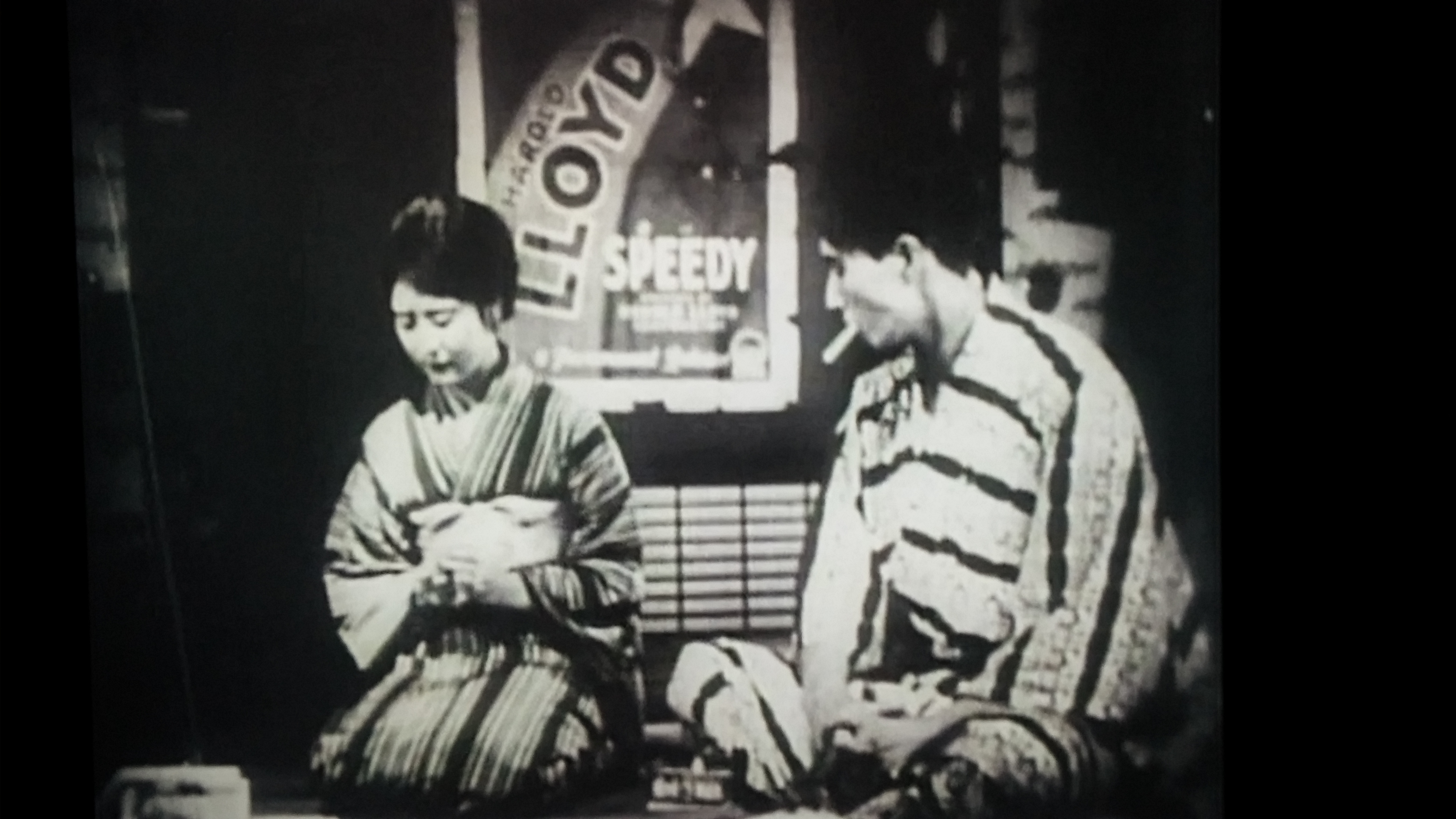
Orient i occident

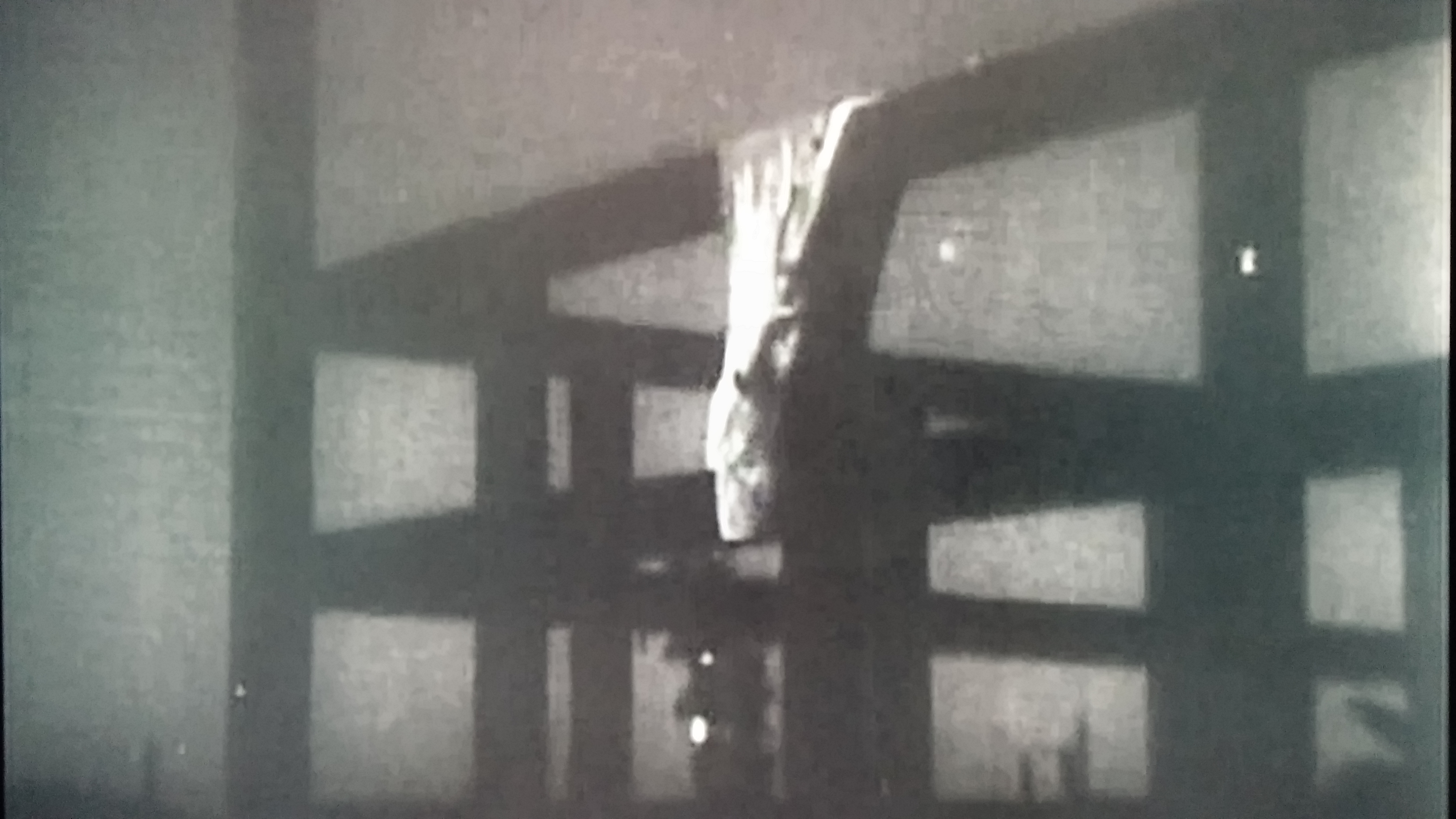
Primitiu "pla coixí"

L'amic i company de feina d'Ozu, Hiroshi Shimizu, que va coescriure el guió, va ser originalment programat per dirigir la pel·lícula. L'esposa de Shimizu, Kinuyo Tanaka participa a la pel·lícula.

## Argument
La trama implica un jove (Minoru Takada) que rebutja una feina de recepcionista després de graduar-se a la universitat perquè considera que no és prou bo per ell, però necessita enganyar la seva mare (Utako Suzuki) i la nòvia (Tanaka) pensant que té feina. Després de casar-se amb la núvia, ha d'admetre-li que està a l'atur, així que ella agafa feina en un bar. Després d'una discussió amb ella, demana disculpes per ser irresponsable. Torna a l'empresa a la que va rebutjar per acceptar la feina de recepcionista, però li donen una posició assalariada.
Un pòster de la comèdia muda de Harold Lloyd Speedy s'utilitza com a accessori a la pel·lícula. Un gag visual de la pel·lícula es produeix quan l'home demana disculpes a la seva dona i de sobte li dona una bufetada al cap, però aleshores es revela que estava matant un mosquit.

## Repartiment
- Minoru Takada: Tetsuo Nomoto
- Kinuyo Tanaka: Machiko Nomoto
- Utako Suzuki: la mare
- Kenji Ōyama: Sugimura
- Shin'ichi Himori: le tailleur
- Kenji Kimura: le cadre
- Takeshi Sakamoto: la secretària
- Chōko Iida: la popietària

## Producció
Segons Donald Richie, la pel·lícula de 1930 d'Ozu Rakudai wa shitakeredo es va basar en part en aquesta pel·lícula. Per David Bordwell Rakudai wa shitakeredo presenta la situació contrària a aquesta pel·lícula, en què el protagonista no es gradua i, per tant, no s'ha d'enfrontar a l'atur. Ambdues pel·lícules reflecteixen una temàtica que recorre diverses pel·lícules d'Ozu de l'època, la de l'atur juvenil al Japó de l'època.
Akira Iwasaki va descriure les pel·lícules d'Ozu en el període que va començar amb aquesta pel·lícula i s'estenia fins a Otona no miru ehon - Umarete wa mita keredo com a haver "representat més directament la depressió psicològica del 'període fosc' que qualsevol altra pel·lícula." Un crític de Kinema Junpo es va queixar que l'alegria de la pel·lícula era "confusa" i que el final feliç va restablir el missatge social. Bordwell va comentar la simetria en la construcció de la pel·lícula, incloent-hi com comença i acaba amb escenes a l'oficina de l'empresa amb resultats oposats, i com al principi l'home fa veure que té una feina quan no la té, però més tard la seva promesa fa veure que no en té una quan ella en té.